# 瓦塔罗
瓦塔罗（義大利語：Vattaro），曾是意大利特伦托自治省的一个市镇。总面积8平方公里，人口1135人，人口密度141.9人/平方公里（2009年）。ISTAT代码为022212。
2016年1月1日博森蒂诺、琴塔圣尼科洛、瓦塔罗、维戈洛瓦塔罗等四个市镇合并为新的阿尔托皮亚诺-德拉维戈拉纳市镇，瓦塔罗从而成为新市镇的一个分区。